# つるぎ町立古見小学校
つるぎ町立古見小学校（つるぎちょうりつ こみしょうがっこう）は、徳島県美馬郡つるぎ町一宇字太刀之本にあった公立小学校。
児童数の減少などの理由で2015年4月1日をもって休校し、同年同月同日につるぎ町立貞光小学校に統合された。。

## 基礎データ
全校生徒数
- 4人（2014年度（平成26年度）当時）

全卒業生数　
- 4225人[1]

### 沿革
- 1874年（明治7年）4月1日 - 赤松小学校を創立。
- 1889年（明治22年）10月1日 - 町村制施行に伴い、一宇口山村・一宇奥山村が合併し、一宇村が成立。
- 1892年（明治25年）4月1日 - 古見尋常小学校と改称。
- 1922年（大正11年）4月1日 - 古見尋常高等小学校と改称。
- 1941年（昭和16年）4月1日 - 一宇村古見国民学校と改称。
- 1947年（昭和22年）4月1日 - 一宇村古見小学校と改称。
- 1962年（昭和37年）7月 - 給食開始。
- 1963年（昭和38年）11月 - 校章・校旗の設定。
- 1974年（昭和49年）5月 - 完全給食開始。
- 1989年（平成元年）4月1日 - 当時の一宇村応能小学校(現在のつるぎ町立応能小学校)と統合[2]。
- 1997年（平成9年）4月1日 - 当時の一宇村明谷小学校(現在のつるぎ町立明谷小学校)と統合[3]。
- 2005年（平成17年）3月1日 - 町村合併により、一宇村・半田町・貞光町と合併し、つるぎ町となり、つるぎ町立古見小学校と改称。
- 2014年（平成26年） - 今年度末で、休校する事が、決定する。
- 2015年（平成27年）4月1日 - 休校。[1]

### 校訓
- まごころ

### 交通

#### 最寄駅
- JR徳島線貞光駅

#### 最寄バス停
- つるぎ町コミバス一宇中学校前バス停

## 剪宇分校
一宇村立古見小学校剪宇分校（いちうそんりつ こみしょうがっこう きりうぶんこう）は、徳島県美馬郡つるぎ町一宇（旧一宇村）字剪宇にあった公立小学校。1～3年生（一時は4年生まで）が通った。。
児童数の減少などの理由で1978年4月1日をもって休校し、同年同月同日に一宇村立古見小学校（現つるぎ町立古見小学校）に統合された。2000年10月1日をもって廃校となった。

### 概要
- 剪宇集落は、徳島県道259号一宇古宮線沿いにある。剪宇峠を通って貞光川と穴吹川の流域を結ぶルートで、剪宇峠から西の斜面に剪宇の家々が点在する。35戸あった家は今、10戸になった[4]。
- 斜面の中腹に石垣を築いた平地に、2教室、小講堂、職員室を持つ木造2階建て校舎があった[4]。
- 現在、新校舎は取り壊され、旧校舎は、個人所有の倉庫になっている[4]。

### 沿革
- 1913年（大正2年）4月1日 - 古見尋常小学校剪宇仮教場創設。
- 1922年（大正11年）4月1日 - 古見尋常高等小学校剪宇仮教場と改称。
- 1933年（昭和8年）4月1日 - 校舎改築。
- 1941年（昭和16年）4月1日 - 一宇村古見国民学校剪宇仮教場と改称。
- 1947年（昭和22年）4月1日 - 一宇村古見小学校剪宇仮教場と改称。
- 1950年（昭和25年）4月1日 - 一宇村古見小学校剪宇分校と改称。
- 1953年（昭和28年）10月 - 校舎新築。
- 1962年（昭和37年）7月 - 給食開始。
- 1963年（昭和38年）11月 - 校章・校旗の設定。
- 1974年（昭和49年）5月 - 完全給食開始。
- 1978年（昭和53年）3月 - 休校。
- 2000年（平成12年）10月 - 廃校。

### 校訓
- まごころ

## 関連学校
- つるぎ町立貞光小学校
- つるぎ町立貞光中学校
- つるぎ町立一宇中学校（2010年4月1日休校。）